# Высшие Верещаки
Вы́сшие Вереща́ки (укр. Вищі Верещаки) — село в Александровской поселковой общине Кропивницкого района Кировоградской области Украины.
До 2020 года входило в Александровский район
Население по переписи 2001 года составляло 848 человек. Почтовый индекс — 27315. Телефонный код — 5242. Код КОАТУУ — 3520582001.